# Alexei Sergejewitsch Iwanow
Alexei Sergejewitsch Iwanow (russisch Алексей Сергеевич Иванов; * 4. Mai 1988 in Omsk, Russische SFSR) ist ein kasachisch-russischer Eishockeytorwart, der seit 2017 beim HK Poprad in der slowakischen Extraliga spielt.

## Karriere
Alexei Iwanow begann seine Karriere in der dritten russischen Liga bei der zweiten Mannschaft des HK Awangard Omsk. 2008 wechselte er zum russischen Zweitligisten Juschny Ural Orsk, bei dem er drei Spiele in der Wysschaja Liga absolvierte. Weitere Station war das kasachische Team HK Saryarka Karaganda, mit dem er die kasachische Meisterschaft gewann. Daneben erreichte er die beste Fangquote und den geringsten Gegentorschnitt der Saison 2009/10. 2010 wurde er vom kasachischen KHL-Team Barys Astana für drei Spielzeiten verpflichtet, aber nach zwei Spieljahren im Juli 2012 aus diesem Vertrag entlassen.
Die Saison 2012/13 verbrachte er bei Jermak Angarsk in der Wysschaja Hockey-Liga und überzeugte dort mit hervorragenden statistischen Werten, er erreichte den geringsten Gegentorschnitt und die beste Fangquote der Playoffs, so dass er im Juli 2013 einen Vertrag beim HK Spartak Moskau erhielt. Nach nur einer Spielzeit in der russischen Hauptstadt wechselte er zurück nach Astana, wo er neben den Einsätzen in der KHL bei Barys vor allem bei Nomad, der zweiten Mannschaft des Klubs, in der kasachischen Meisterschaft zum Einsatz kam.
In der Saison 2016/17 spielte er für Torpedo Ust-Kamenogorsk in der Wysschaja Hockey-Liga, ehe er zur Saison 2017/18 in die Slowakei zum HK Poprad wechselte.

### International
Iwanow stand für die kasachische Eishockeynationalmannschaft bei den Weltmeisterschaften der Top-Division 2012 und 2014 im Kasten.

## Erfolge und Auszeichnungen
- 2010 Kasachischer Meister mit dem HK Saryarka Karaganda
- 2010 Beste Fangquote und geringster Gegentorschnitt der kasachischen Meisterschaft
- 2013 Beste Fangquote und geringster Gegentorschnitt der Playoffs der Wysschaja Hockey-Liga